# 约翰内斯·戈拉
约翰内斯·戈拉（德語：Johannes Golla，1997年11月5日—），德国男子手球运动员。他曾代表德国国家队参加2020年夏季奥林匹克运动会男子手球比赛，结果队伍获得第六名。